# NGK Insulators
NGK Insulators (in giapponese 日本 碍 子 株式会社 Nippon gaishi kabushikigaisha) è un'azienda giapponese fondata il 5 maggio 1919. Produce principalmente isolanti e prodotti ceramici. La NGK ha sede a Tokyo ed è quotata alla Nikkei 225, che è un indice della Borsa di Tokyo. È anche quotata alla Borsa di Osaka, alla Borsa di Nagoya e alla Borsa di Sapporo. La sigla NGK sta per Nippon (Giappone) Gaishi (isolatore) Kaisha (società).